# Kononivka, Skvîra
Kononivka (în ucraineană Кононівка) este un sat în orașul raional Skvîra din regiunea Kiev, Ucraina.

## Demografie
Componența lingvistică a localității Kononivka
     Ucraineană (97,65%)
     Rusă (2,35%)
Conform recensământului din 2001, majoritatea populației localității Kononivka era vorbitoare de ucraineană (97,65%), existând în minoritate și vorbitori de rusă (2,35%).